# Костёл Иисуса Милосердного (Витебск)
Костёл Иисуса Милосердного — католический храм в Витебске, кафедральный собор Витебского диоцеза.

## История
22 октября 2000 г. была совершена первая святая Месса для прихожан прихода Иисуса Милосердного в костеле Св. Варвары, присутствовало 56 человек. 16 ноября 2000 года. приход Иисуса Милосердного получила разрешение на постройку временной часовне. 3 декабря состоялась первая святая Месса в новопостроенной часовне, 25 декабря часовню освятил епископ Владислав Блин.
С марта 2001 года. первым настоятелем прихода стал кс. Дариуш Кубица. 30 июня 2001 года. в приходе состоялась первая епископская визитация. 12 сентября 2004 г. была освящена площадка под костёл, а в середине октября 2004 года. городские власти дали окончательное разрешение на строительство новой святыни.
Был открыт в 2009 году и является первым католическим храмом, построенный в Витебске за последние 124 года. 18 июня 2011 года костёл стал кафедральным. Торжественную литургию в новой кафедры возглавил представитель Папы Бенедикта XVI кардинал-диакон Робер Сара.